# Ốc sứ vân hổ
Ốc sứ vân hổ (Danh pháp khoa học: Cypraea tigris) là một loài ốc biển trong họ ốc Cypraeidae, chúng là loài có vân hình chấm và có nét giống như sọc của con hổ vì vậy danh pháp mới có thuật ngữ tigris.

## Đặc điểm
Vỏ chúng có dạng hình tròn trứng giống mõ nhà chùa, tháp vỏ vùi lấp trong tầng thân, da vỏ màu vàng trơn, bóng, trên đó có nhiều chấm vân tròn màu đen. Mép vỏ hẹp, dài, mép ngoài có 24 - 30 răng, mép trong có 22 - 26 răng. Cá thể lớn chiều dài đạt 100mm, chiều rộng 67mm,là loài có vỏ lớn nhất trong chi ốc sứ Cyprea ở Việt Nam.
Chúng phân bổ ở vùng biển nhiệt đới Ấn Độ Dương, Thái Bình Dương như ven biển Nam Nhật Bản, Biển Đông, Philippin, Inđônêxia, Ấn Độ. Ở Việt Nam phân bố khắp nơi, ở độ sâu từ tuyến hạ triều đến 2 - 3 mét, chất đáy đá sỏi, san hô. Tại Trường Sa cuối tháng 3 đầu tháng 4 cá thể mẹ có tuyến sinh dục thành thục. Vỏ đẹp,làm đồ mỹ nghệ. Sản lượng khai thác tương đối nhiều.